# ورزشگاه گلورا بونگ کارنو
ورزشگاه گلورا بونگ کارنو (انگلیسی: Gelora Bung Karno Stadium) یک ورزشگاه چندمنظوره در شهر جاکارتا، اندونزی است.
این ورزشگاه که در سال ۱۹۶۲ تأسیس شده دارای ۷۶٬۱۲۷ نفر ظرفیت دارد و درگذشته دارای ظرفیت ۱۲۰٬۸۰۰ بوده‌است، ورزشگاه گلورا بونگ کارنو میزبان جام ملت‌های آسیا ۲۰۰۷ و بازی‌های آسیایی ۱۹۶۲ بوده‌است.

## نگارخانه

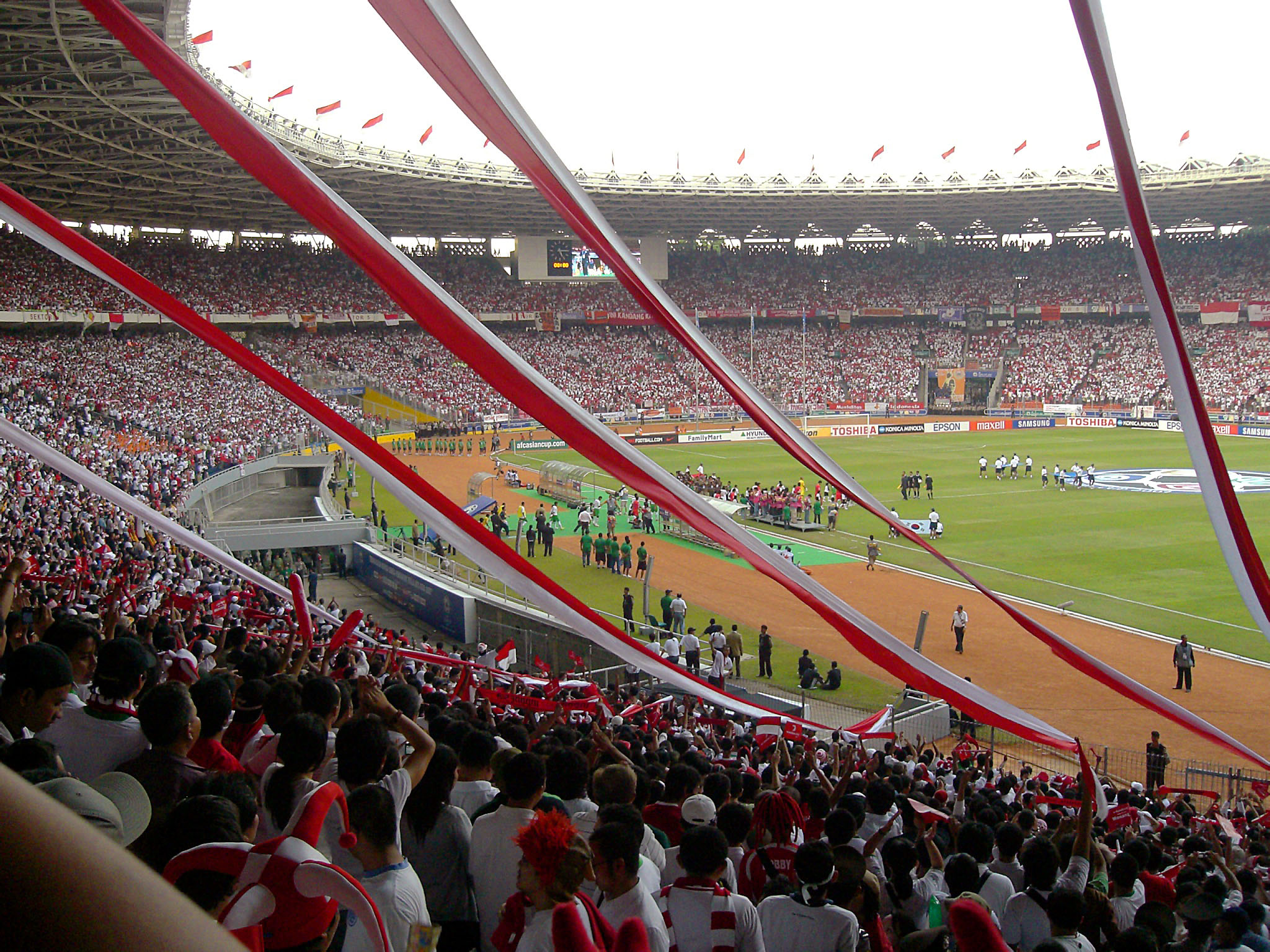
Gelora Bung Karno Stadium during جام ملت‌های آسیا ۲۰۰۷.
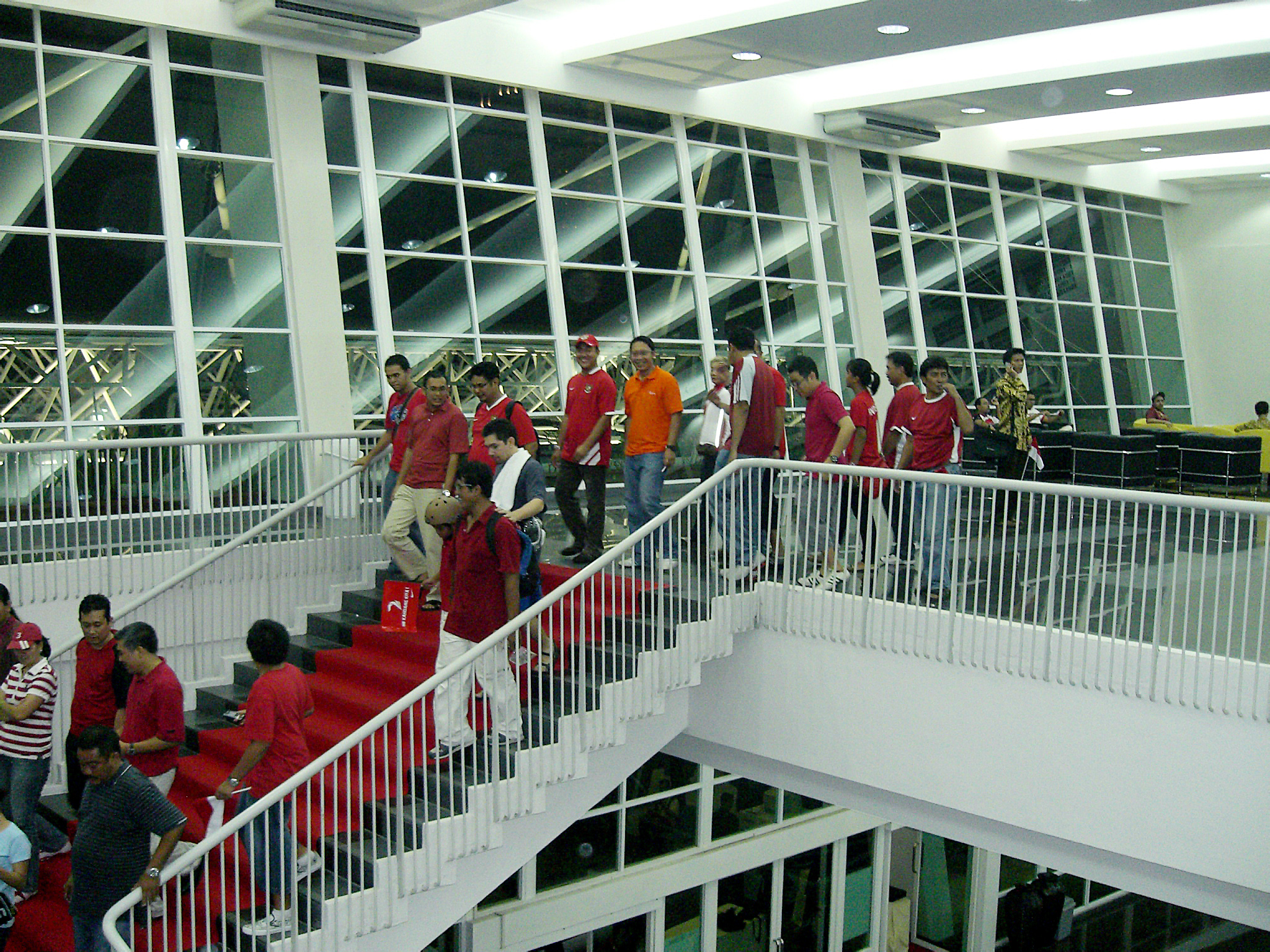
The interior of main lobby on west side of the stadium.
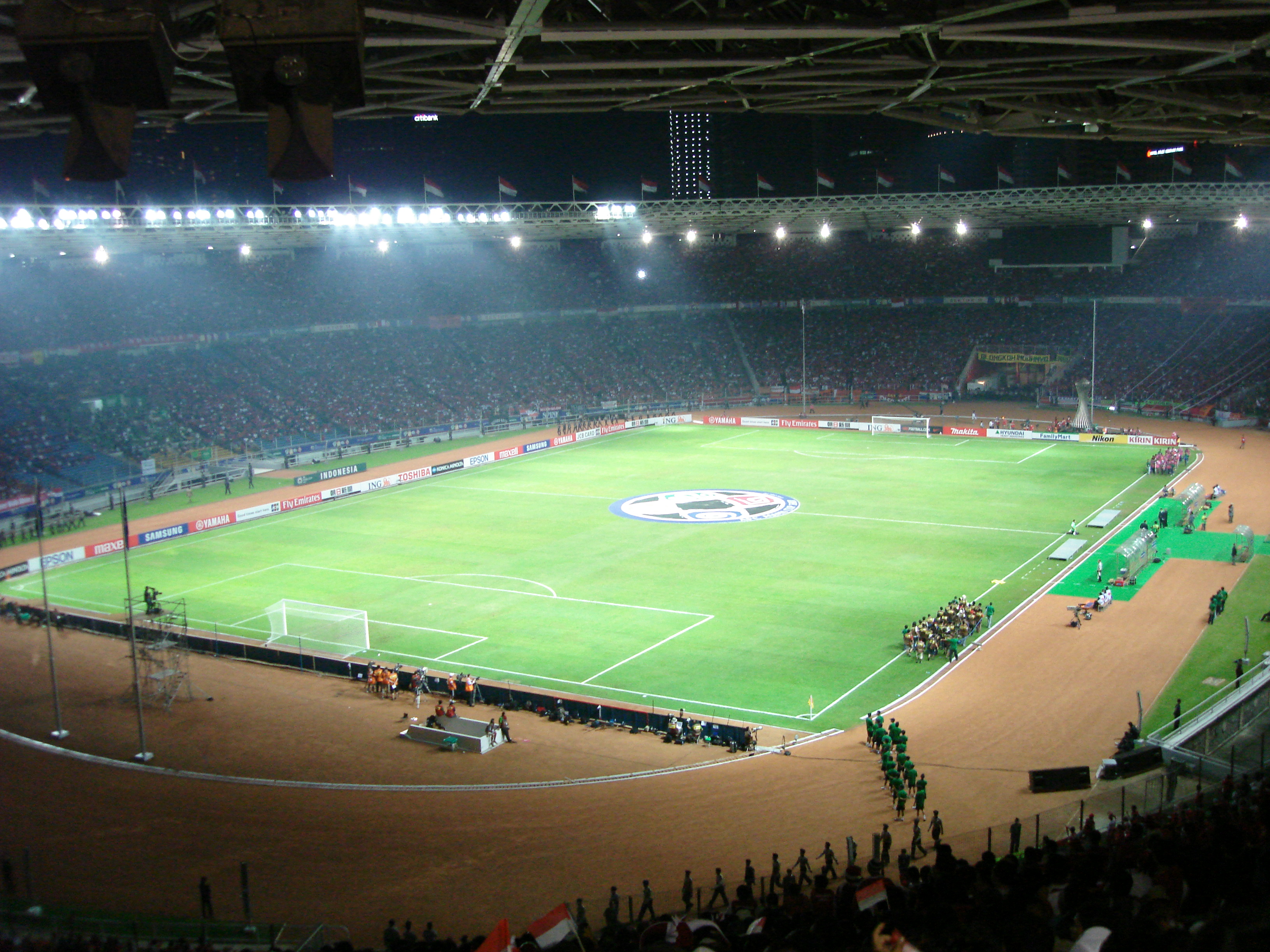
فوتبال field of Gelora Bung Karno Stadium.
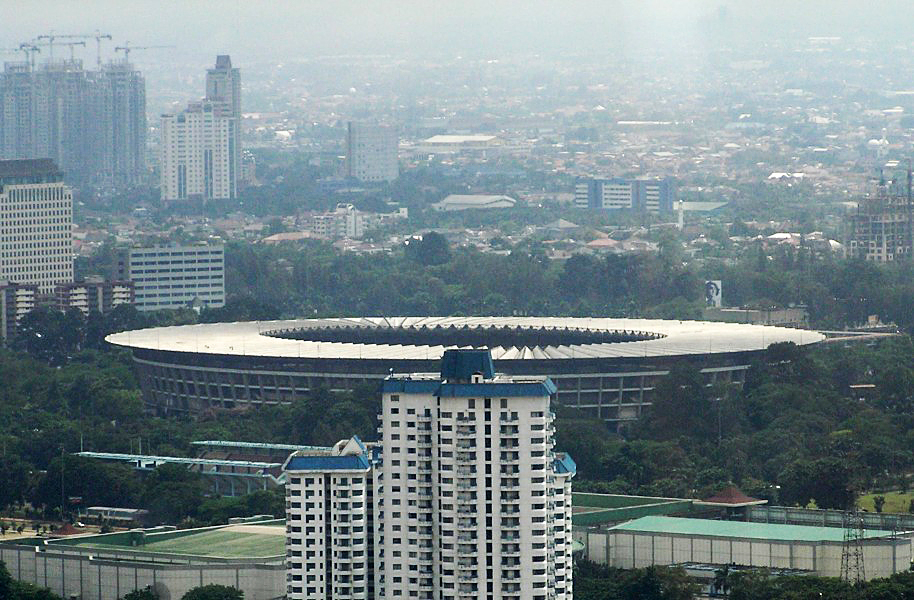
A view of Jakarta's Bung Karno Stadium from the 46th floor of Wisma 46
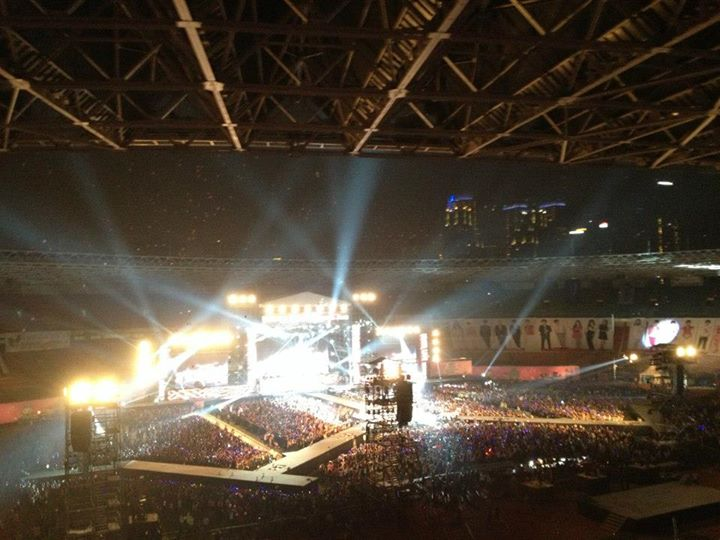
An artist perform on the stage during SMTown Live World Tour III in Gelora Bung Karno Stadium Jakarta